# أوريليو مينيجازي
أوريليو مينيجازي (بالإيطالية: Aurelio Menegazzi)‏ مواليد 15 نوفمبر 1900 في إيطاليا - الوفاة 23 نوفمبر 1979 في ميلانو، كان دراج إيطالي. سبق أن شارك في دورة الألعاب الأولمبية الصيفية وفاز بميدالية أولمبية.

## روابط خارجية
- أوريليو مينيجازي على موقع أرشيف الدراجات (الإنجليزية)
- أوريليو مينيجازي على موقع إحصائيات الدراجات الإحترافية (الإنجليزية)
- أوريليو مينيجازي على موقع CycleBase (الإنجليزية)
- أوريليو مينيجازي على موقع اللجنة الأولمبية الدولية (الإنجليزية)
- أوريليو مينيجازي على موقع أوليمبيديا (الإنجليزية)
- أوريليو مينيجازي على موقع اللجنة الأولمبية الإيطالية (الإيطالية)
- http://www.sports-reference.com/olympics/summer/1924/CYC/mens-team-pursuit-4000-metres.html